# Alan Young
Alan Young (North Shields, 19 de novembro de 1919 — 19 de maio de 2016) foi um ator, apresentador e comediante britânico radicado no Canadá mais conhecido por seu papel como Wilbur Post na série de comédia de televisão Mister Ed e como a voz do Tio Patinhas em séries de TV e filmes da Disney. Durante os anos 1940 e 1950, ele estrelou em seus próprios shows no rádio e na televisão. Também apareceu em filmes, como a A Máquina do Tempo, um filme britânico de 1960.
Morreu em 19 de maio de 2016, aos 96 anos, de causas naturais. 